# 多点副角鲂鮄
多点副角鲂鮄（学名：Parapterygotrigla multiocellata）为黄鲂鮄科副角鲂鮄属的鱼类。分布于日本、中国东海、新喀里多尼亞、斐濟、越南、吐瓦魯、馬里亞納群島等海域，棲息深度250-500公尺，體長可達24公分，為底棲性魚類，生活在大陸棚，屬肉食性。该物种的模式产地在日本。